# Новий ковчег
Новий ковчег (англ. Ark Nova) — стратегічна настільна гра для 1–4 гравців. Її розробив дизайнер ігор Матіас Вігге, і вона вперше вийшла у 2021 році. У грі Новий ковчег гравці намагаються заробити очки збереження та популярності, створюючи зоопарк. Після випуску Новий ковчег отримала позитивні відгуки та кілька нагород. Гра була локалізована в Україні видавництвом IGAMES.

## Ігровий процес
У Новий ковчег гравці прагнуть заробити очки збереження та популярності, щоб побудувати сучасний зоопарк. Гра поділена на неформальні «перерви», які активуються, коли лічильник перерв досягає останньої клітинки через добір карт.
Гравці обирають одну з п'яти дій: добір карт, будівництво вольєрів, розіграш карт тварин (які вимагають порожнього вольєра та надають гравцям особливі ефекти), виконання завдань асоціації (які надають різні переваги, такі як збільшення репутації, збільшення ліміту на руки або зменшення вартості тварин), та розіграш карт оцінки, що приносять очки в кінці гри, а також миттєві або постійні ефекти. Якщо гравець не може або не хоче виконувати дію, картка дії переміщується на першу позицію, і гравець отримує жетон «X».
Кожна дія має свою силу, яка коливається від 1 до 5. Наприклад, дія будівництва дозволяє будувати вольєри розміром, що не перевищує поточну силу дії. Завдання асоціації також потребують певного порогу сили. Наприкінці кожної дії вичерпана картка переміщується вліво, а інші зміщуються вправо, підвищуючи їхню силу. Картки дій можуть бути покращені для отримання додаткових бонусів. Жетони «X» можна використовувати для збільшення сили дій. Гравці можуть мати не більше п'яти жетонів одночасно.
Кінець гри настає, коли маркери збереження та популярності будь-якого гравця перетинаються. Очки нараховуються через фінальні картки підрахунку та переможні очки, які обчислюються шляхом віднімання очок популярності від очок збереження.

## Новий ковчег: Морські Світи
На Spiel у місті Ессен у 2023 році вийшло розширення «Новий ковчег: Морські Світи».
Доповнення зосереджується на тваринах, зокрема на рибах, які живуть у морі. Лише чорний паку є прісноводною рибою. Щоб розмістити цих тварин у зоопарку, гравцям потрібно будувати акваріуми, які повинні примикати до водних та, за потреби, кам'янистих полів, надрукованих на плані зоопарку. Ці акваріуми можна будувати вже на 1-му етапі будівництва, і вони займають 2 або 5 місць. Також є нові примати. Оскільки природний дисбаланс між континентами Австралія і Європа, де окрім людей немає приматів, не може бути усунутий у порівнянні з континентами Африка, Америка та Азія, що ускладнює виконання проєкту з охорони приматів, у грі з’являється новий університет. Цей університет, окрім «дослідницького символу», має також лупу, яка дозволяє відкривати карти з колоди, доки не буде знайдена карта з певним символом класу тварин, яку гравець може взяти в руку. Щоб досягти більшої зміни карт в розкладі, деякі карти мають символ хвилі. Щоразу, коли карта з цим символом з'являється в розкладі, карта з першої позиції реєстру переноситься на відбій, а решта карт зсуваються вперед на одне місце. Деякі морські мешканці мають додатковий ефект, «ефект рифового жителя». Щоразу, коли тварина з цим ефектом потрапляє до зоопарку, всі інші тварини з «ефектом рифового жителя» знову активуються у будь-якому порядку.
З новими картами дій гравці отримують додаткові здібності. Кожен гравець на початку отримує три карти, з яких обирає одну, а дві інші передає своєму сусіду зліва. З карт, отриманих від сусіда справа, він вибирає ще одну і віддає останню карту сусіду зліва. З трьох отриманих таким чином карт кожен гравець обирає дві, які він використовує замість звичайних карт дій. Таким чином, кожен гравець має дві особливі здібності, яких немає у інших гравців.

## Відгуки
У своєму огляді для Polygon Кіт Ло відзначив схожість гри з Тераформування Марса. Він вважав, що гра менш доступна і критикував рівень взаємодії між гравцями. Однак Ло високо оцінив стратегію, «короткі ходи», «ретельну оптимізацію» та використання однієї валюти для грошових операцій. Він зробив висновок, що це «неймовірна гра за всіма параметрами, але вона не є тією доступною грою, яка зможе розширити аудиторію». IGN включив гру до списку найкращих стратегічних ігор, позитивно оцінивши систему вибору дій. The New York Times Wirecutter назвав гру «надзвичайно елегантною», зазначивши швидкий темп ходів і високо оцінив «масштаб і розмах», хоча і визнав, що це знижує доступність для нових гравців.
Новий ковчег здобула кілька нагород, зокрема нагороду Golden Geek за Найкращу важку гру року. Гра була рекомендована журі Spiel des Jahres для нагороди Kennerspiel des Jahres, причому журі зазначило, що «правила тематично доступні та зрозумілі, а гра розвивається з величезною глибиною завдяки більш ніж 200 картам та механізму таймінгу». Також гра виграла нагороду Deutscher Spiele Preis у 2022 році та As d'Or Grand Prix у 2023.